# Zarubynci (obwód czerkaski)
Zarubynci (ukr. Зарубинці) – wieś na Ukrainie, w obwodzie czerkaskim, w rejonie humańskim, w hromadzie Monastyryszcze. W 2001 liczyła 563 mieszkańców, wśród których 558 wskazało jako ojczysty język ukraiński, 3 rosyjski, 1 mołdawski, a 1 białoruski.